# Antoni Lange
Antoni Lange (ur. 28 kwietnia 1862 w Warszawie, zm. 17 marca 1929 tamże) – polski poeta, tłumacz, filozof-mistyk, poliglota, krytyk literacki, dramatopisarz, powieściopisarz i lewicowy publicysta pochodzenia żydowskiego, zaliczany do pierwszego pokolenia poetów Młodej Polski.
Przez pewien czas redaktor warszawskiego „Życia”. Był pierwszym w Polsce tłumaczem poezji Edgara Allana Poego oraz Charles’a Baudelaire’a (wraz z Zofią Trzeszczkowską).
Początkowo autor liryki patriotycznej osadzonej w duchu pozytywizmu (Pogrobowcom). Później przedstawiciel dekadentyzmu i parnasizmu w Polsce (Rozmyślania), prekursor literatury fantastycznonaukowej (W czwartym wymiarze, Miranda) a także XX-wiecznego kolażu oraz imagizmu. Propagator kultury Dalekiego i Bliskiego Wschodu, jeden z pierwszych w Polsce spirytystów, badacz polskiego romantyzmu, znawca literatury francuskiej. Gorący zwolennik ewolucjonizmu i intuicjonizmu.
Porównywany do Stéphane’a Mallarmégo oraz Guy de Maupassanta. Nazywany „mistrzem poezji refleksyjnej” i „jednym z rzadkich w Polsce europejskich umysłów”. Określany często również jako „typ chłodnego mózgowca, liryk o wyszukanej formie, starannej, wręcz wyrafinowanej organizacji, twórca, w którym intelekt zdławił instynkt”.
Jako filozof zajmował się kwestiami kosmologicznymi w oparciu o buddyzm, krytyką historiozofii oraz filozofią kultury mocno zakorzenioną w myśli Fryderyka Nietzschego oraz Immanuela Kanta.
Był wujem innego polskiego poety Bolesława Leśmiana.

## Życiorys

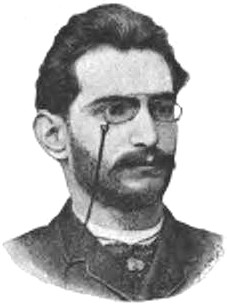
Antoni Lange, ok. 1893

Przyszedł na świat 28 kwietnia 1862 roku w Warszawie. Pochodził z rodziny żydowskiej o dużych tradycjach patriotycznych. Był synem Henryka vel Chaima Langego (ur. 15 grudnia 1815, zm. 18 października 1884), który brał czynny udział w powstaniu listopadowym oraz Zofii z domu Eisenbaum (ur. 8 sierpnia 1832, zm. 5 października 1897). W domu Langego panowała zatem atmosfera kultu i uwielbienia klasyki polskiej literatury, zwłaszcza romantycznej.
Ukończywszy V Gimnazjum w Warszawie, młody Antoni zapisał się na studia uniwersyteckie: studiował na Wydziale Przyrodniczym. W tym czasie zaangażował się w działalność radykalnych i patriotycznych kół młodzieży. Około roku 1880 został na mocy zarządzenia Aleksandra Apuchtina wydalony przez władze rosyjskie z Uniwersytetu Warszawskiego (wówczas: Cesarskiego Uniwersytetu Warszawskiego); powodem było udowodnione oskarżenie o działania konspiracyjne (tzw. schodka apuchtinowska) oraz przewodniczenie demonstracjom. W późniejszym czasie sam poeta pisał o tym:

Wszyscy my przechodziliśmy w młodości przez ten okres wiary w nadzwyczajną łatwość przemiany stosunków ludzkich na ziemi; przemiany, która się odbędzie z dziś na jutro (...) Myśmy wszyscy kolejno wychowywali się na poezji romantycznej, potem na pozytywizmie, potem na socjalizmie.

Przez pewien czas utrzymywał się z pracy prywatnego nauczyciela, głównie tułając się po dworach wiejskich, a także z publikowania wierszy o charakterze społecznym i narodowo-wyzwoleńczym, pisanych pod pseudonimami: Napierski i Antoni Wrzesień. W tym czasie przeszedł z judaizmu na wiarę katolicką. Potem wyjechał do Paryża, by podjąć studia na tamtejszym uniwersytecie. W 1890 w stolicy Francji został kierownikiem literackim warszawskiego „Życia”. Prócz tego korespondował z „Przeglądem Tygodniowym”, „Pobudką” i „Głosem”. Wtedy to związał się z Gminą Narodowo-Socjalistyczną Stanisława Barańskiego. Występował również w obronie uniwersalnych wartości literatury narodowej, m.in. Henryka Sienkiewicza. Jednocześnie krytykował dotychczasową literaturę polską o hermetyczne zamknięcie się na sprawę ojczyzny, propagując europeizację kultury polskiej z zachowaniem jej indywidualności.

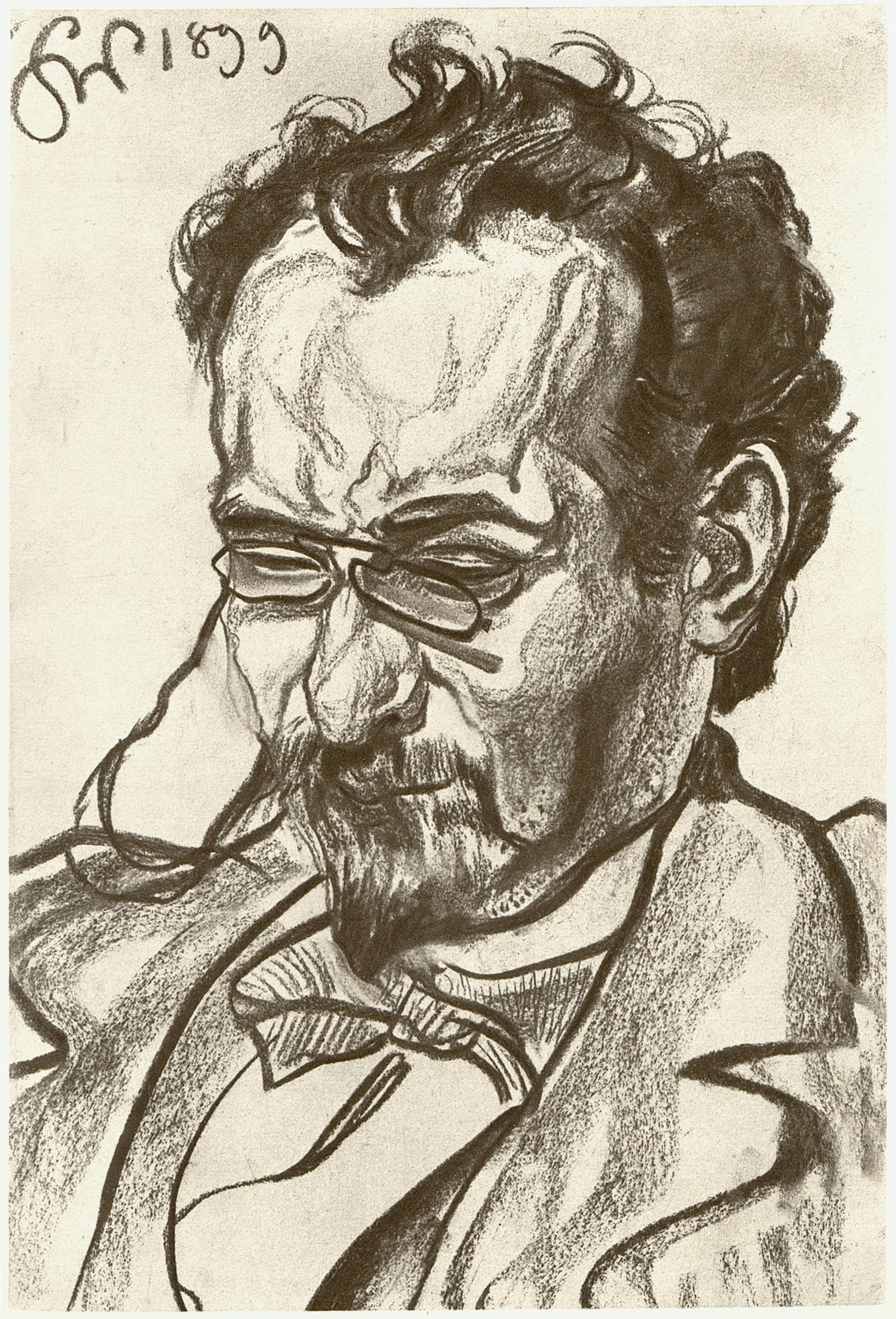
Stanisław Wyspiański, Portret Antoniego Langego, 1899

Przez pewien czas pracował jako nauczyciel języka polskiego w szkole w Batignolles. W Paryżu zapoznał się z nowymi prądami w sztuce, filozofią buddyjską, filologią języków wschodnich oraz teoriami Charcota, które odbiły piętno na jego twórczości prozatorskiej (Zbrodnia, W czwartym wymiarze). Uczestniczył w „obiadach czwartkowych” u Stéphane’a Mallarmégo. Spotkania te miały ogromny wpływ na późniejszą twórczość poetycką Langego; polski poeta do końca życia uważał bowiem Mallarmégo za najwybitniejszego twórcę literatury francuskiej początków XX wieku. W 1924 założył literackie czasopismo „Astrea”, poświęcone szeroko pojmowanej teorii polskiego romantyzmu. Z założenia miała to być również pierwsza trybuna dyskusji na temat dziedzictwa literatury trzech wieszczów. Przez pewien czas pracował również w wydawnictwie „Biblioteki Groszowej”. Po powrocie do Polski został członkiem Straży Piśmiennictwa Polskiego – instytucji organizowanej przez Warszawskie Towarzystwo Literatów i Dziennikarzy, będącej zaczątkiem powstałej później Akademii Literatury.

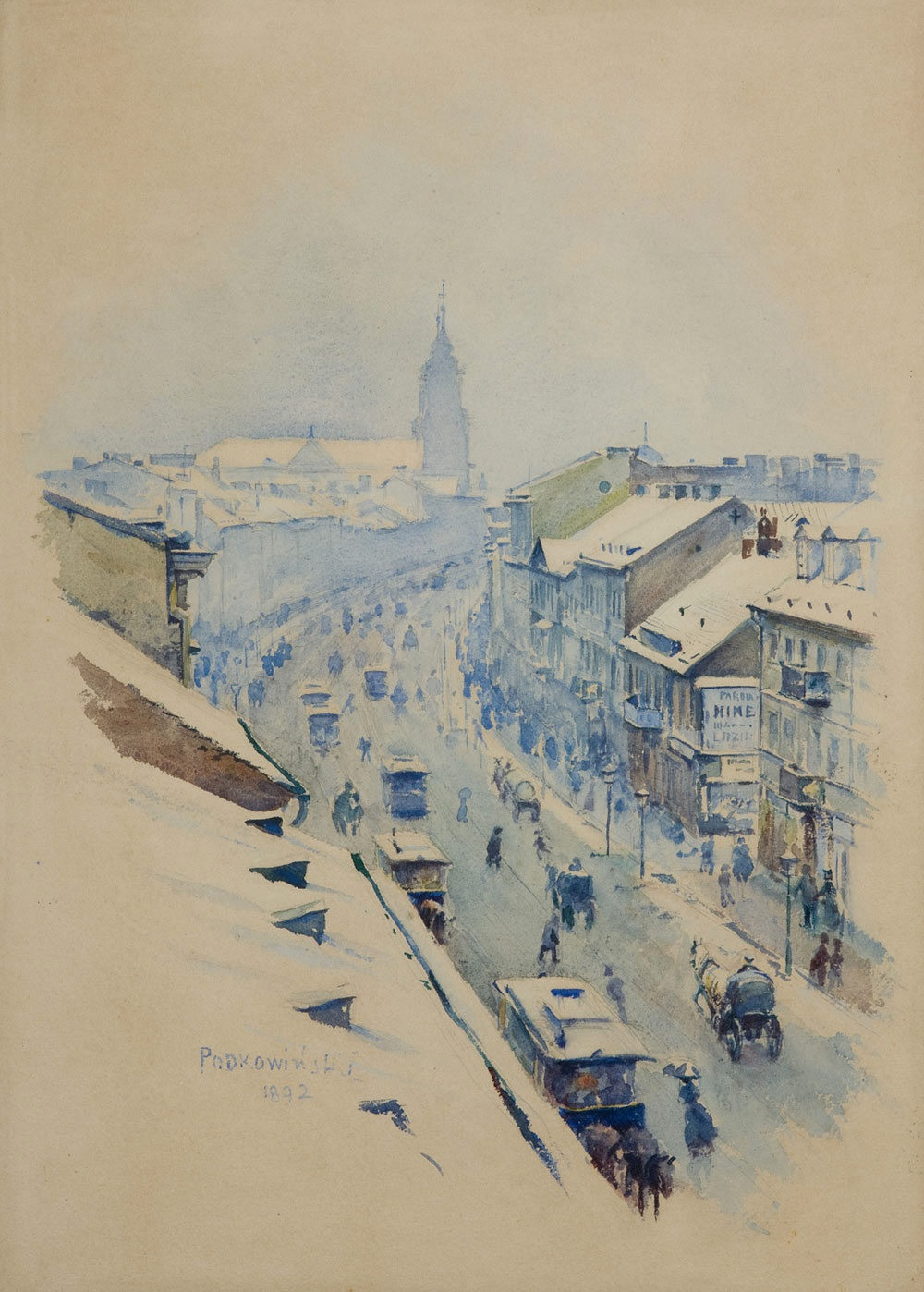
Władysław Podkowiński Nowy Świat zimą, 1892. Ulica, na której przez długi czas mieszkał Antoni Lange

Przez długi czas wraz z Reymontem mieszkał na ulicy Nowy Świat, w mieszkaniu niejakiej Pani K., u której rezydowali również Jan Lemański i Władysław Korycki. Wówczas był częstym bywalcem kawiarni „Udziałowej” znajdującej się na rogu ul. Nowy Świat 15 i Al. Jerozolimskich 2. Spotykał się tutaj m.in. z Kazimierzem Przerwą-Tetmajerem, Stefanem Żeromskim, Stefanem Jaraczem oraz powstającą tu cyganerią artystyczną. To właśnie Lange spolszczył w tym czasie nazwisko swojego siostrzeńca – Leśmiana, a następnie wprowadził go w środowisko literackie.
Choć nigdy nie identyfikował się z żadną grupą poetycką, był częstym bywalcem salonów literackich i postacią powszechnie znaną w kręgach literatów warszawskich i cyganerii krakowskiej. Często gościł na spotkaniach artystów organizowanych przez Artura Oppmana, Stanisława Przybyszewskiego, Gabrielę Zapolską czy Ignacego Maciejowskiego. Jako jeden z pierwszych Polaków (obok Bolesława Prusa i Juliana Ochorowicza) brał czynny udział w spotkaniach spirytystów. Efektem tych spotkań była późniejsza jego nowelistyka fantastyczna, w której    starał się „zjawiska spirytystyczne wytłumaczyć sposobem racjonalnym”.
Lange − uwielbiany jako „lew salonowy” − przez całe życie cierpiał z powodu poczucia głębokiego osamotnienia i społecznego wyizolowania, co znalazło odzwierciedlenie w jego lirykach osobistych. Po I wojnie światowej poeta odłączył się od życia towarzyskiego. Tak opisuje ten okres z życia poety Antoni Słonimski:

Gdy otrzymałem wiadomość o śmierci Langego, stanął mi przed oczyma on sam wracający z Paryża. Lew salonów warszawskich, tryskający dowcipem i wdziękiem, świetny poeta. Jakże odmienna była jego starość. Ostatni raz widziałem go gdzieś na rogu Kruczej – kupował u przekupnia papierosy, najtańsze, na sztuki. Nie miał pieniędzy na całą paczkę. Umarł ten polski pisarz w nędzy i opuszczeniu. Nie miał dzieci, które podtrzymywałyby jego starość, ani żony, która dzieliłaby z nim niedolę. Wierszy jego dziś prawie nikt nie czyta – nie posiadał już nawet swoich własnych książek.

Pod koniec życia utrzymywał się z pisania felietonów i prac krytycznoliterackich, m.in. Pochodnie w mroku (1927). W tym czasie poglądy Langego nabrały tonu krytycznego względem nietzscheanizmu, skłaniając się raczej w stronę afirmacji filozofii i religii Dalekiego Wschodu. Zbiory swoich poezji wznawiał wówczas anonimowo i w niewielkich nakładach (140 i 110 egz.). Dla przykładu, najwybitniejsze osiągnięcie autora, tom Rozmyślań wydany został drukiem bibliofilskim w liczbie 147 egzemplarzy. Niewielki nakład krytyka tłumaczyła sobie nową koncepcją filozoficzną wyznawaną przez autora (tzw. teoria „poety nieznanego światu” Langego). W latach 20. jego popularność jako poety została wyparta przez rodzące się pokolenie awangardy i Skamandrytów, toteż ostatnie napisane wiersze gromadził w rękopisach, nie dopuszczając do ich wydania. Część z nich została wydana w ogłoszonej pośmiertnie sztuce Malczewski (dramat) (1931).
Pomimo bogatego życia towarzyskiego, Antoni Lange nigdy się nie ożenił, ani nie miał dzieci. Zmarł w samotności i zapomnieniu 17 marca 1929. Nad jego grobem na cmentarzu Powązkowskim (kwatera 109-1-9) przemawiali: Wacław Borowy, Zenon Przesmycki, Stanisław Miłaszewski i Mieczysław Smolarski.

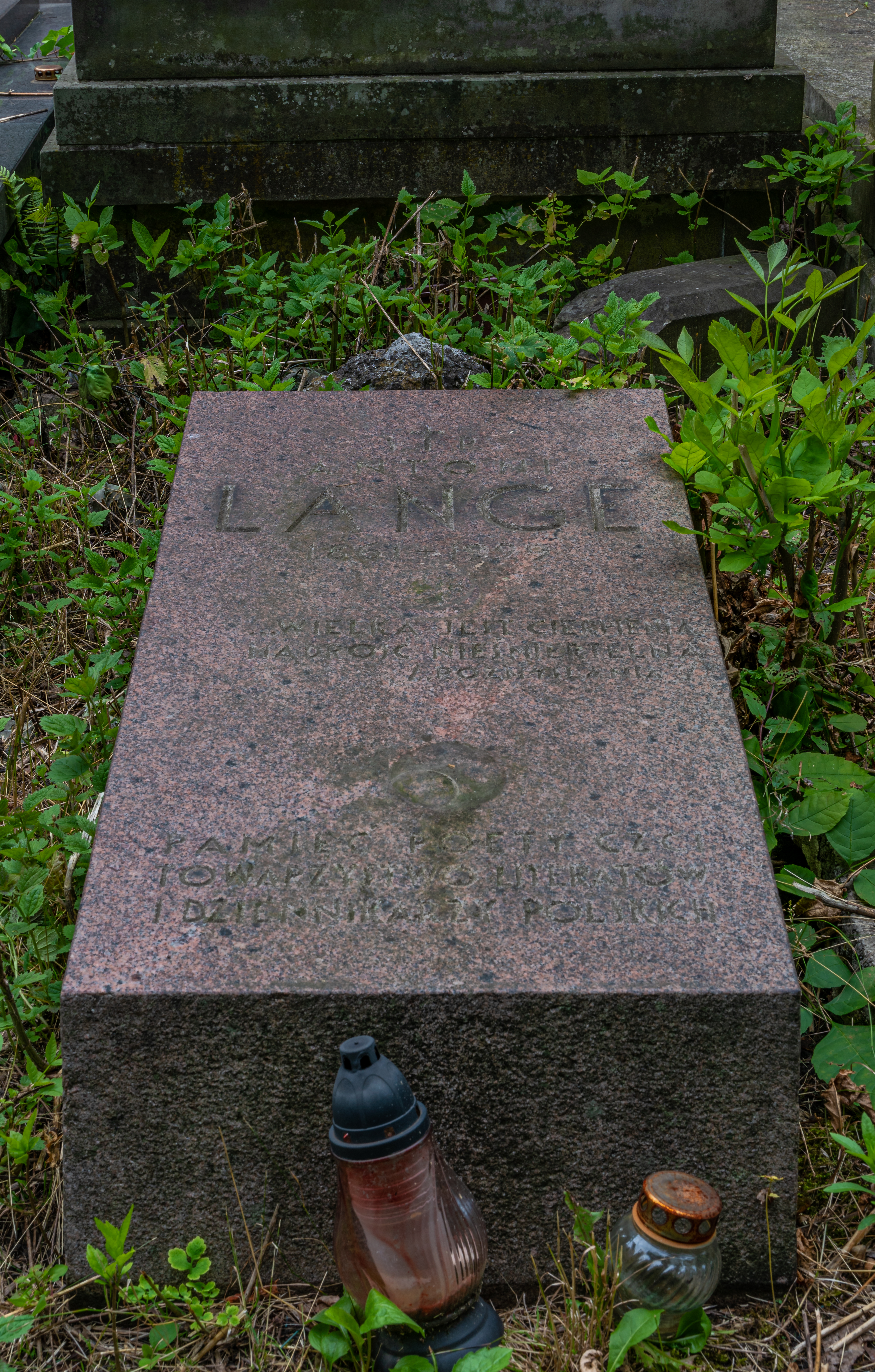
Grób Antoniego Langego na cmentarzu Powązkowskim

## Twórczość

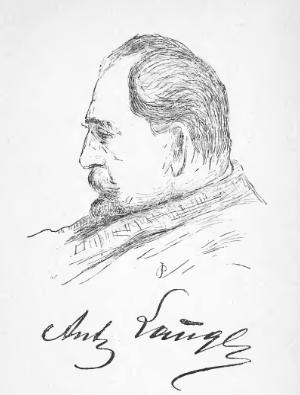
Portret Antoniego Langego zamieszczony na stronie tytułowej powieści Zbrodnia (1907)

Twórczość Antoniego Langego była tematycznie różnorodna i wszechstronna: obejmowała ponad 50 tytułów z niemal wszystkich znanych wówczas gatunków literackich. Różnorodności tej towarzyszyły również liczne przemiany światopoglądowe poety: od twórczości zaangażowanej społecznie, przez lirykę filozoficzno-refleksyjną, aż do estetyzującej. Końcowa zaś faza przyniosła regres w postaci powrotu do „pieśni gminnej” i anonimowej liryki staropolskiej. Lange był bowiem poetą trzech epok i trzech literackich tendencji; debiutował u zmierzchu pozytywizmu publikując zbiór pieśni patriotycznych Pogrobowcom, w okresie Młodej Polski przeżywał rozkwit swej twórczości, który słabł wraz z nastaniem dwudziestolecia międzywojennego.
W celach zarobkowych Lange pisywał felietony, studia literackie i filozoficzne, był popularyzatorem sztuki. Tłumaczył wiersze z literatury francuskiej oraz poetów włoskich, angielskich, hiszpańskich, szwedzkich, niemieckich, arabskich i perskich. Spod jego pióra wyszły również przekłady z sanskrytu (m.in. orientalnych ksiąg magicznych) oraz antologie arcydzieł poezji asyro-babilońskiej, egipsko-perskiej i indyjsko-japońskiej. Sam napisał również kilka wierszy w języku francuskim (m.in. A Madame S...).
Antoniego Langego zwykle klasyfikuje się jako przedstawiciela dekadentyzmu i parnasizmu, choć miał on jednocześnie pokaźny wkład w polski symbolizm, impresjonizm i poezję metafizyczną. Był również − obok Jerzego Żuławskiego i Władysława Umińskiego − jednym z pionierów literatury fantastycznonaukowej (W czwartym wymiarze, Miranda).
Był encyklopedystą. Został wymieniony w gronie 180 edytorów pięciotomowej Ilustrowanej encyklopedii Trzaski, Everta i Michalskiego wydanej w latach 1926–1928 gdzie zredagował hasła związane z literaturą powszechną  .

### Poezja
O Langem wspomina się jako o jednym z pierwszych w Polsce uczniów i propagatorów szkoły Charles’a Baudelaire’a, choć poetyka jego dojrzałych tekstów znacznie różni się od poetyki Kwiatów zła, zmierzając raczej w stronę humanistycznego klasycyzmu. Jako parnasista, Antoni Lange konsekwentnie dążył do programowego obiektywizmu − intelektualnego chłodu, zatarcia śladów indywidualizmu czy najmniejszego choćby emocjonalnego zaangażowania samego poety w wypowiedzi podmiotu lirycznego. W poemacie Vox Posthuma, swoistym przykładzie młodopolskiej „spowiedzi dziecięcia wieku”, autor dopuścił się wręcz do autokreacji lirycznej, w której wcielił się w rolę fikcyjnego przyjaciela, Janusza X., jednego z „szeregu zmarnowanych” (poètes maudits), w jego usta wkładając spowiedź poety-samobójcy. Taki zabieg służył w pełni obiektywnej analizie modernistycznej „choroby epoki schyłkowej” (fin de siècle).
Styl poezji Langego oscylował między dziedzictwem romantyzmu, symbolizmem Stéphane’a Mallarmégo (przy jednoczesnym sprzeciwie wobec odrzucenia tradycji) a programowym dążeniem do formalnej doskonałości spod znaku parnasizmu Leconte de Lisle’a. Od samego początku istotne miejsce w tej twórczości zajmowała kwestia niedopowiedzenia. W 1905 Lange ogłosił wręcz ideał „poety nieznanego światu”, pod koniec życia świadomie dążąc do anonimowości (swoiste Ad maiorem Dei gloriam). Dużo wcześniej w Rozmyślaniach w XLII wierszu autor ogłosił poetyckie credo:

Ty, który nowe Słowo masz powiedzieć światu,

Wiele masz okryć wieczną zasłoną Milczenia,

Ażeby ono cieniem swego majestatu

Podniosło blask widomy słowa przeznaczenia.

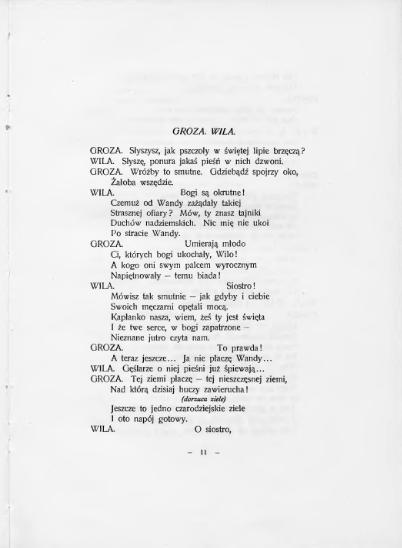
Strona z tragedii Wenedzi (1909) dedykowanej Juliuszowi Słowackiemu

Jak zauważa Artur Hutnikiewicz, twórczość poetycka Langego wywodziła się nie tyle z głębszego emocjonalnego zaangażowania, co przede wszystkim z wrażliwości umysłowej, podatnej na wszelkiego rodzaju podniety intelektualne. Najczęściej pojawiającymi się w tej poezji kręgami tematycznymi są: neuroza, mit cyklicznych katastrof, palingenezy i hipnoza, z czasem coraz częściej pojawiające się w literaturze polskiej wraz z rosnącą popularnością kultury Dalekiego Wschodu. Widoczne jest tu również zafascynowanie „kresami bytu” wywiedzionymi z filozofii Friedricha Nietzschego, światem nadprzyrodzonym, który nieraz puka do drzwi naszego świata oraz idealnym odbiciem ziemskiej egzystencji. Lange żywo interesował się również motywami genezyjskimi, czego dowodem jest cykl wierszy Exotica (1898) − poetycki opis mitologii genezyjskich z całego świata, od Japonii aż po Meksyk. Równie często odpowiedzi na ważne pytania egzystencjalne (przede wszystkim z dziedziny filozoficznej mistyki) poeta doszukał się w pierwotnej prostocie wsi oraz w pogańskich legendach dawnych Słowian. Przykładem tej − osobliwej jak dla intelektualisty − postawy jest choćby poemat narracyjny Płanetniki (1898).
Ambicją formalnej warstwy wierszy Antoniego Langego było zachwycenie czytelnika nowatorstwem technicznym i wyrafinowanymi strukturami kompozycyjnymi, czego najbardziej bezpośredni wyraz daje wiersz Rym, dedykowany wieloletniemu przyjacielowi poety, Władysławowi Reymontowi. Przy całej swej doskonałości stylu, utwór poprzez subtelną aluzję zdradza rozczarowanie autora estetyzmem poezji modernistycznej. Jak zauważył Wacław Borowy, Rym to „skarga na własną epokę i (...) zachwyt poety dla sztuki (o której później w Rzutach powie, że jest to „jedna z form walki naszego ducha z cierpieniem”). Refleksja taka stawia Rym obok takich dzieł epoki jak Algabal Stefana Georgego czy Herodiada Stéphane’a Mallarmégo.
Na uwagę zasługują najrzadsze gatunki poetyckie i najróżniejsze układy stroficzne, z których korzystał Lange. Są wśród nich: akrostych, stornella, choreo-daktyl, pantum, preludium, strofa alcejska, kantyczka czy triolet − wiele spośród nich praktycznie nie stosowanych wcześniej w polskiej poezji. Późniejsza myśl krytyczna Langego wyrażała jednak ideał zwrotu w stronę prymitywistów i pierwotnego wiersza białego, ciągłości poezji twórców staropolskich: Mikołaja Reja, Jana Kochanowskiego czy Mikołaja Sępa-Szarzyńskiego. Poeta ogłosił wówczas oficjalne elegijne pożegnanie rymu.
Antoni Lange często konfrontował egzotykę i orientalizm z kulturą polską. Widoczne jest to również na płaszczyźnie religijnego przesłania autora, gdzie chrześcijaństwo znajduje uzupełnienie w tradycji hinduistycznej i buddyjskiej. Jego poematy spajały zatem jak gdyby trzy literackie światy – z jednej strony świat języka polskiego, o niezwykle wyrafinowanej formie, z drugiej maniera na wskroś francuska, z trzeciej natomiast orientalizm, silny wpływ dalekich kultur i mitologii. Zdaniem Antoniego Smuszkiewicza „był (...) Lange nieodzownym synem swej epoki, która kwestionując wszystkie dotychczasowe wartości, tam właśnie w kulturze Dalekiego Wschodu szukała oparcia i odpowiedzi na dręczące zagadki dotyczące egzystencji człowieka”. Wyraz zainteresowania naukami tajemnymi, okultyzmem i motywami orientalnymi dał Lange m.in. w opowieści lirycznej Akteon, będącej metaforą losu Poety i poszukiwacza nadziemskiego absolutu, nieco przypominającą Centaura Maurice de Guérina. Wydźwięk bardziej społeczny ma wiersz Triumfalnie podłość się uśmiecha..., w którym autor prowadzi dialog z romantycznym prowidencjalizmem, jednocześnie łącząc go z filozofią buddyjską.
Ponad każdym z tych problemów postawiony został metafizyczny ład rozumiany jako doznanie mistyczne oraz powrót do utraconej Jedności ja z wszechświatem. Eden należy sobie przypominać za pomocą dogłębnego przeżywania życiowych doświadczeń. Takie wyznanie wiary przywołuje na myśl wcześniejsze deklaracje filozoficzne, zwłaszcza słowa Ralpha Waldo Emersona, „kondycja każdego człowieka zaszyfrowana została w hieroglifach, nad których odczytaniem będzie się on trudził”, oraz Friedricha Nietzschego, „któremu dzwon z całą siłą wdzwonił właśnie w ucho dwanaście uderzeń południa, budzi się nagle i pyta siebie: cóż to właściwie tu biło?”. W tym miejscu Lange różni się od typowych dekadentów swojej epoki, którzy negowali wartość cierpienia (tym samym również sens samego życia), kierując swoje pragnienia w stronę niebytu. „Poeta odczuwa wszystkie cierpienia jakby osobiście (...). Wszechcierpienie jest dostępne tylko tym, którzy na tę ziemię zostali zesłani jakby do jego odczuwania”, pisał Lange w 1900. Warszawski poeta podkreśla tym samym rangę „duchowego bólu” jako czegoś twórczego, zmuszającego jednostkę ludzką do odgadywania źródeł „ocalenia”, popychającego w stronę nieustannego rozwoju. Hamletyzm człowieka głęboko uduchowionego implikuje jak gdyby potrzebę cierpienia, jest jednak jednocześnie wezwaniem do jego przezwyciężenia. W postawie tej odnaleźć można ślady filozofii nietzscheańskiego Zaratustry („wszelka rozkosz chce siebie samej, dlatego chce również cierpień serca! O, szczęście, o, bólu!”) oraz dialog z pesymizmem Arthura Schopenhauera, w którym Lange skłania się w stronę klasycyzującej obrony wartości.
Osobnym przykładem w twórczości Langego były sielanki, określane przez samego autora jako „plein-air”, kierujące się zasadą dosłowności, prostotą, realizmem i ludowym spojrzeniem na świat. Pisane w dużej ilości „plein-air” stanowiły jakoby odskocznię od wierszy Langego utrzymanych w stylistyce Palingenezy czy Sonetów wedyckich – pełnych dwuznacznych wyrażeń, hermetyzmu oraz symboliki orientalnej.
W swojej twórczości Antoni Lange inspirował się przede wszystkim filozofią Nietzschego, pismami teoretycznymi Maurice Maeterlincka, Stéphane’a Mallarmégo oraz myślą tzw. buddyzmu okultystycznego. Wyraz tego dał Lange w książce Studia i wrażenia (Warszawa 1900), zwłaszcza w rozdziałach: O sztuce, O twórczości, Tarde i Nietzsche czy O poezji współczesnej. Dziś zapomniany – uważany jest przez znawców za prekursora poetyki Leśmiana, Lechonia, Słonimskiego i Staffa. Paradoksalnie właśnie przez tych poetów (z wyjątkiem Leśmiana) krytykowany bywał za anachronizm i „przeintelektualizowanie”.

### Rozmyślania
Składający się z dwóch cykli, „szczelnie izolowany od ówczesnej rzeczywistości” tom Rozmyślań (1906, 1928) jest uznawany za najważniejsze dzieło w twórczości Antoniego Langego. Korzystając z rozmaitych form wierszowanych (najczęściej jest to sonet, choć pojawiają się również scherzo czy wiersz biały), autor przedstawia swój światopogląd oraz summę doświadczeń literackich i filozoficznych. Jest to również bodaj najbardziej osobiste dzieło Langego, choć jednocześnie nie wolne od pojawiających się elementów autokreacji lirycznej czy maskowania obecności autora. Jak pisze o Rozmyślaniach Maria Podraza-Kwiatkowska, „są to proste, przejmujące wiersze o samotności człowieka, o przemijaniu, o życiu, które jest tylko przejściowym więzieniem dla duszy. Wiele z tych wierszy mówi także o śmierci: w najbardziej znanym z nich [XXXIII] podejmuje Lange koncepcję człowieka-skazańca, wprowadzając jednocześnie (...) element etyczny. Ważna to innowacja w ujęciu motywu śmierci”.
Pierwsza część Rozmyślań wydana została w 1906, obejmując 56 wierszy – druga natomiast, zatytułowana Rozmyślania. Z nowej serii składała się z 8 utworów (w tym złożonych poematów), a data jej publikacji to 1928.
Oba cykle wzajemnie się dopełniają. Pierwsza część szczególną uwagę zwraca na problem wyobcowania artysty, samotności i cierpienia; z jednej strony wyraża bezsens egzystencji w przemijalnym świecie, z drugiej natomiast – fascynację i wiarę w świat idealny. Cykl kończy wiersz XLVI [W godzinę śmierci niechaj mię otoczy...]. Nowa seria jest rozwinięciem zawartej w nim myśli; jej nadrzędnym tematem jest bowiem śmierć, rozrachunek z bytem doczesnym, próba ustalenia wartości w ulotnym życiu.
Tom Rozmyślań jest przykładem młodopolskiej liryki refleksyjno-intelektualnej. Współcześnie często łączy się go (za sprawą tematyki i minorowego nastroju wierszy) z dekadentyzmem, choć bardziej wnikliwa analiza nie pozwala zaklasyfikować utworu do konkretnego nurtu literackiego.

### Fantastyka naukowa
Choć Lange był przede wszystkim poetą, w świadomości współczesnych czytelników figuruje on przeważnie jako jeden z prekursorów polskiej fantastyki naukowej. Jego oszczędna i precyzyjna technika powieściowa porównywana bywa często do twórczości Théophile Gautiera oraz Augusta de Villiersa de L’Isle-Adama.
Do najbardziej znanych dzieł Langego z tej dziedziny należy Miranda (1924) – powieść okultystyczna, stanowiąca polemikę z twórczością Tommasa Campanelli, wizjami renesansowych utopistów oraz ideałem nadczłowieka. Jak wynika z przedmowy samego autora, powieść opiera się na tym samym wątku tematycznym, co napisana w tym samym czasie powieść Herberta George’a Wellsa, Ludzie jak bogowie.
Za jego najwybitniejsze osiągnięcie w dziedzinie fantastyki uważa się jednak zbiór opowieści filozoficzno-fantastycznych W czwartym wymiarze (1912).
Powstanie obu dzieł przypada na okres gwałtownego rozwoju rodzimej fantastyki naukowej. Utwory Langego wpisują się ponadto w najważniejsze nurty fantastyki tamtego okresu – „fantastykę cywilizacyjną”, reprezentowaną przez Antoniego Słonimskiego; katastrofizm, bardziej rozwinięty w twórczości Jerzego Brauna i Mieczysława Smolarskiego, oraz „fantastykę metafizyczną” Jerzego Hulewicza, Stefana Grabińskiego i Stanisława Balińskiego. Mimo to oba dzieła zdradzają silne przywiązanie do tradycji młodopolskiej, które przejawia się zwłaszcza w orientalizmie, licznych nawiązaniach do filozofii buddyjskiej oraz kulcie sztuki „samej w sobie”.

### Poglądy filozoficzne

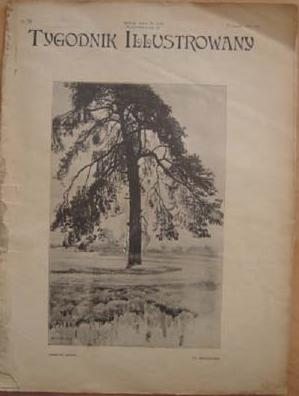
Strona tytułowa „Tygodnika Ilustrowanego”, nr 33, 17 sierpnia 1912. „Tygodnik Ilustrowany” drukował często najwybitniejszych pisarzy pokolenia. W przedstawionym na zdjęciu numerze znalazł się wiersz Langego W górach

#### Kultura a Osoba
Zainteresowania filozoficzne Langego skupiały się w głównej mierze na zagadnieniach biegu dziejów (historiozofia inspirowana pismami Nietzschego i Vica) oraz kwestiach eschatologicznych. W obu przypadkach Lange mocno opierał się na teoriach genezyjskich Juliusza Słowackiego (wręcz brał je za podstawę rozważań) oraz konfrontował tradycję myśli europejskiej z myślą buddyjską.
Lange często mówił o Arkadii (synonimy: „Biała Grecja” i „Kamienna Wenecja”) jako o stanie szczęśliwości, harmonii człowieka ze światem, ale jednocześnie stanie bezrefleksyjnym. Droga do jego osiągnięcia prowadzi przez ewolucyjne, „dziejowe” oddzielanie się ducha od materii. Myśleniu Vico przyglądał się zatem na sposób heglowski, włączając w to element metempsychozy. Znaczenie Arkadii jest podwójne: z jednej strony symbolizuje pierwotny stan szczęśliwości, z drugiej wtórny stan uzyskiwany w chwili śmierci. Antoni Lange rozpatrywał jednocześnie rozwój wewnętrzny człowieka jako proces paralelny do rozwoju świadomości świata. Podstawowym elementem „nakręcającym” rozwój społeczny jest dorobek kulturalny, który odzwierciedla najważniejsze problemy ludzkości danej epoki, poszerzając tym samym jej percepcję oraz uwrażliwiając ją na pewne obszary egzystencjalne.
Dusza ludzka jako byt podlegający reinkarnacji i nieskończonej liczby kolejnych wcieleń, ma jednak zdaniem Langego pewne „centrum” bądź „summę”, które definiują osobowość. Langego interesowało także w związku z tym zagadnienie „śmierci ostatecznej”, która kończy ciąg wcieleń, a co za tym idzie: egzystencjalnego bólu.
Kultura i cywilizacja stale opierają się na walce z naturą, co według Langego stanowiło niebezpieczeństwo oddalenia się człowieka od źródeł rozwoju, pierwotności. Za taką „ślepą uliczkę” ewolucji uznawał poeta (w myśl marksizmu) ustrój kapitalistyczny, który opierając się na bezwzględnej walce o byt, zatraca znaczenie podstawowych wartości „dobra” i „zła” oraz rozróżnień pomiędzy nimi.
W myśl Fryderyka Nietzschego, poza kategoriami rozwoju stawiał Lange pojęcie geniuszu – wybitnej jednostki, która pozostając na uboczu prawideł rządzących społeczeństwem, sama ustala nowy porządek.

#### Polonizacja Żydów
Antoni Lange był również znaczącym dla swojej epoki krytykiem literackim (m.in. Studia i wrażenia, Pochodnie w mroku. Studia o Reymoncie, Żeromskim i Kasprowiczu) oraz lewicowym publicystą. W latach 20. XX wieku wydał broszurę O sprzecznościach sprawy żydowskiej. Jak wynika z tekstu:

...nie tylko popierał polonizację Żydów, ale stworzył fantastycznie brzmiącą, mechanistyczną teorię biologicznego wyeliminowania narodu żydowskiego. Postulował bowiem odpowiednio zorganizowany system społecznego przymusu, np. metodą bodźców finansowych? do zawierania małżeństw mieszanych. W ten sposób stopniowo zniknąłby naród żydowski, a naród polski zostałby wzmocniony dopływem nowej, obcej krwi.

### Polemika z dziedzictwem romantyzmu
Istotnym rysem poezji Langego, jeżeli rozpatrywać ją pod kątem interkulturowego dialogu, jest ciągłość tradycji romantycznej przy jednoczesnym zanegowaniu jej najistotniejszych elementów: koncepcji natchnienia i indywidualizmu. Za źródło wiedzy o życiu uznaje rozumową analizę i doświadczenie życiowe, natomiast indywidualizm zastępuje oryginalną koncepcją śmierci:

Najpotężniejszym byłby ten poeta, który by umiał przejść przez życie niewidzialny i nieznany nikomu, gdyż jego głos za życia brzmiałby jako głos zza grobu. Potężniejszą jest władza umarłych niż żywych – ponieważ daną im jest wiekuista niewidzialność i bezpowrotność.

Dalej poeta pisze:

Jak melodia osłania tysiące słów różnorodnych a niewidzialnych, tak ty musisz dla swojej duszy stworzyć osłonę z melodii, aby stać się niewidzialnym

Idea ta miała na celu zbliżenie języka poezji do „istoty rzeczy”, do „czystej idei”. Podobne dążenia prezentowała poezja Stéphane’a Mallarmégo – Lange, w przeciwieństwie do francuskiego symbolisty, nie negował jednak znaczenia tradycji, wręcz dążył do jej źródeł, poddając ją konstruktywnej krytyce, co nie było możliwe w romantycznym kulcie indywidualizmu.
Ważnym elementem twórczości Langego jest dążenie do „europeizacji” kultury polskiej, która musiała stanąć w sprzeczności z patriotycznymi ideałami romantyków.

Oto jest sprzeczność: narodowość stwarzając literaturę narodową – pochłonęła samą literaturę – zubożyła ją i doprowadziła do stanu niższości (...) narodowość zubożyła sama siebie usuwając najważniejsze motywy człowieczeństwa.

Zdaniem poety jedyną drogą kontynuacji i rozwoju tradycji polskiej jest jej zestawienie z tradycją europejską; kultura czerpie bowiem swój budulec z dialogu z dorobkiem kulturalnym innych państw. Lange uznawał przy tym, że nie da się całkowicie oderwać od tradycji – tak jak to sądzili poeci XX-wieczni, starający się zapomnieć o patriotycznej i społecznej służebności literatury (jak teoria „nagiej duszy” Stanisława Przybyszewskiego i propagowanej między innymi przez niego „sztuki dla sztuki”).

## Krytycy o Langem
Młodopolska krytyka literacka przychylnie odnosiła się do twórczości autora Rozmyślań. Świadczy o tym choćby opinia Stanisława Brzozowskiego z Legendy Młodej Polski, który na zasadzie kontrastu z Miriamem nazywa Langego „rzadkim w Polsce europejskim umysłem”. Głosy krytyczne względem niektórych dziwactw i eksperymentów poety zdarzały się sporadycznie i były dość „powściągliwe”, czego przykładem jest niżej przytoczona wypowiedź Bolesława Prusa.

Pewna dama (płeć ta zawsze wywołuje zamęty) zganiła wiersze pana A. Langego, zarzucając im, że są zbyt proste. Hardy wieszcz wpadł w pasję i na złość wymagającej damie trzepnął sto kilkadziesiąt rymów – zaiste, niepowszednich. (...) rymami takimi roi się poemat pana Langego. Wobec nich człowiek zapomina o poezji, a podziwia... łatwość wynajdywania bardzo trudnych końcówek.

O wielkiej części, i to najbardziej wartościowej, poezji Langego, powiedzieć by można, że była ona – w nowym znaczeniu – rozmową mistrza ze śmiercią. I było tak aż do dni ostatnich. (...) Gdzie można by przypuszczać zupełnie beztreściowe sztukmistrzowstwo, słyszymy wyraźnie bicie zawsze tego samego serca wędrownika-poety. Cóż jest w gruncie ten przebogaty Rym, jak nie skarga na własną epokę i nie zachwyt poety dla sztuki (o której później w Rzutach powie, że „jest to jedna z form walki naszego ducha z cierpieniem”)?

U autora Rozmyślań na próżno szukalibyśmy jakiejś wyłącznej „qualité maîtresse”: miał je wszystkie. Jego poetycka osobowość składała się z trzech substancji: sztuka – na wskroś francuska, zapatrzona w metody i sposoby wyrazu poetów paryskich; język – polski, przedziwnie wyrafinowany, złożony i polifoniczny; wreszcie dusza – w istocie swej kosmopolityczna w najszlachetniejszym tego słowa znaczeniu, bo ogarniająca z jednakową chciwością i ciekawością wytwory najróżniejszych cywilizacji.

Langego najbardziej interesowały kwestie intelektualne, pytania i odpowiedzi stawiane przez współczesną naukę. Zwraca jednak przy tym uwagę charakterystyczna postawa filozoficzna autora Eksperymentu. Zwolennik relatywizmu wszystkich prawd, uznaje racjonalne poznanie naukowe za jedną z możliwości epistemologicznych, nie uważa jednak, żeby ta metoda dawała całkowite wyjaśnienie zjawisk. Dlatego też szuka innych sposobów dojścia do prawdy, opartych na odmiennych niż naukowe przesłankach, sposobów mogących uzupełnić naszą wiedzę osiągniętą przy pomocy metodologii naukowej. Konsekwencją tej postawy jest łączenie wiedzy tajemnej, która nazywamy metafizyką, z elementami naukowymi, powiązanie realności z pierwiastkami fantastyki, z motywami baśniowymi i utopijnymi.

Nawet najwięksi młodzi wirtuozowie formy jak Antoni Lange z równym ukochaniem i z jednaką doskonałością oddający najrozmaitsze nastroje i jakby szukający w tym chluby, że mogą czuć i odtwarzać dwa sobie wprost przeciwne usposobienia, grzeszą nieraz niejasnością, mglistym symbolizowaniem i alegoryzowaniem, ale nie wyzwalają języka poezji spod supremacji myśli.

Słabych stron poezji Langego dopatrywali się Skamandryci, którzy oskarżali autora o anachronizm i sztuczne nagromadzenie zagadnień intelektualnych. Współcześnie głosy te tracą na znaczeniu, a w fachowych opracowaniach Langego wciąż wymienia się jako jednego z najważniejszych twórców Młodej Polski.
Maria Kasterska w swoim przeglądzie literatury w czasopiśmie La Pologne: Politique, Economique, Litteraire et Artistique, w kontekście publikacji zbioru opowiadań Nowy Tarzan, napisała, że Lange to "jeden z najgorliwszych admiratorów Francji i francuskiej kultury w Polsce. Jest autorem licznych studiów poświęconych pisarzom francuskim oraz subtelnym i wiernym tłumaczem ich dzieł."